# Clerodendrum dependens
Clerodendrum dependens là một loài thực vật có hoa trong họ Hoa môi. Loài này được Aug.DC. mô tả khoa học đầu tiên năm 1901.